# Oulad Fares
Oulad Fares (franska: Oulad Fares (CR), Oulad Fares (Commune Rurale), arabiska: اولاد شبانة) är en kommun i Marocko.   Den ligger i provinsen Settat och regionen Casablanca-Settat, i den norra delen av landet, 140 km söder om huvudstaden Rabat. Antalet invånare är 11 961.